# Раковичко Селиште
Раковичко Селиште је насељено мјесто у општини Раковица, на Кордуну, у Карловачкој жупанији, Република Хрватска.

## Географија
Раковичко Селиште се налази око 3 км сјеверно од Раковице.

## Историја
Раковичко Селиште се од распада Југославије до августа 1995. године налазило у Републици Српској Крајини. До територијалне реорганизације у Хрватској насеље се налазило у саставу бивше велике општине Слуњ.

## Становништво
Према попису становништва из 2011. године, насеље Раковичко Селиште је имало 99 становника.
| Демографија | Демографија | Демографија |
| Година      | Становника  | Становника  |
| ----------- | ----------- | ----------- |
| 1971.       | 192         |             |
| 1981.       | 0           |             |
| 1991.       | 0           |             |
| 2001.       | 109         |             |
| 2011.       |             | 99          |

- напомене:

Настало издвајањем из насеља Раковица 2001. године. 1981. и 1991. године подаци садржани у насељу Раковица.